# Walterswil (Soletta)
Walterswil (toponimo tedesco) è un comune svizzero di 692 abitanti del Canton Soletta, nel distretto di Olten.